# Francesca Tanksley
Francesca Tanksley (* 21. November 1957 in Vicenza, Italien)  ist eine US-amerikanische Jazz-Pianistin.
Francesca Tanksley wurde als Tochter eines Amerikaners und einer Österreicherin in Italien geboren und wuchs in München auf, wo ihr Vater für Radio Free Europe arbeitete. Ab dem siebten Lebensjahr hatte sie Klavierunterricht; mit 16 Jahren zog sie nach Boston, wo sie am Berklee College of Music Klavier und Komposition studierte und inzwischen selbst unterrichtet. Nach zwei Jahren kehrte sie nach München zurück, arbeitete dort u. a. mit Al Porcino, Charly Antolini und Rudi Fuesers. 1980 zog sie nach New York City, wo sie bis 1983 bei Melba Liston arbeitete. In dieser Zeit begann ihre langjährige Zusammenarbeit  mit dem Saxophonisten Billy Harper. Erste Aufnahmen entstanden Robin Eubanks und Steve Turre  („Dedication“). Außerdem arbeitete sie mit Clifford Jordan, Cecil Payne, David Newman, Nick Brignola, Slide Hampton, Sheila Jordan, Jay Clayton, Bill Hardman und Erica Lindsay.
Mit ihr leitet Francesca Tanksley das Erica Lindsay – Howard Johnson Quintet. Daneben arbeitete Tanksley mit einem Quintett und im Trio mit dem Bassisten Clarence Seay und dem Schlagzeuger Newman Taylor Baker, Kollegen aus Harpers Band, mit denen sie im August 2002 ihr Debüt-Album „Journey“ (erschienen auf DreamCaller) einspielte.